# Ramularia rhei
Ramularia rhei är en svampart som beskrevs av Allesch. 1896. Ramularia rhei ingår i släktet Ramularia och familjen Mycosphaerellaceae.   Inga underarter finns listade i Catalogue of Life.